# Acemetacina
Acemetacina es el nombre genérico de un medicamento antiinflamatorio no esteroideo (AINEs) derivado del ácido acético indicado para el tratamiento del dolor leve o moderado asociado a la artritis reumatoide, osteoartritis, lumbago y el dolor asociado a operaciones quirúrgicas. El mecanismo por el cual disminuye el dolor asociado a inflamaciones reumáticas permanece aún evasivo, aunque se piensa que está relacionado con la capacidad del fármaco de inhibir la síntesis de

## Farmacología
La acemetacina es un éster hidroxiacético de la indometacina y actúa como una prodroga. Una vez en el cuerpo se metaboliza a indometacina, el cual es un inhibidor de la enzima ciclooxigenasa, conllevando a efectos antiinflamatorios. En un principio Merck KGaA desarrolló la acemetacina en busca de una alternativa a la indometacina. Sin embargo, debido a que la acemetacina se metaboliza en indometacina de todos modos, mantiene los efectos adversos aunque suele haber menos efectos gastrointestinales que la indometacina.

## Contraindicaciones
Las contraindicaciones son básicamente las mismas que con otros AINE: reacciones de hipersensibilidad a los AINE en el pasado (típicamente asma o reacciones cutáneas), hemorragia gastrointestinal o cerebral , úlcera péptica , trastornos hematopoyéticos ( anemia , leucopenia ) y durante el tercer trimestre del embarazo (evitar durante la lactancia).

## Efectos adversos
Los efectos secundarios comunes (en alrededor del 1 al 10% de los pacientes) incluyen problemas gastrointestinales típicos de los AINE, como náuseas , diarrea, dolor de estómago y úlcera péptica; efectos del sistema nervioso central como dolor de cabeza y mareos; y reacciones cutáneas. La tolerabilidad gastrointestinal es mejor que la del fármaco relacionado indometacina . Las reacciones alérgicas graves y los trastornos hematopoyéticos se producen en menos del 0,01% de los pacientes.
En octubre de 2020, la Administración de Drogas y Alimentos de los EE. UU . (FDA) requirió que la etiqueta del medicamento se actualizara para todos los medicamentos antiinflamatorios no esteroides para describir el riesgo de problemas renales en los bebés por nacer que resultan en un nivel bajo de líquido amniótico. Recomiendan evitar los AINE en mujeres embarazadas a las 20 semanas o más tarde del embarazo.